# Дженерали Арена (Вена)
«Дженерали Арена» (нем. Generali Arena) — стадион, расположенный в южной части Вены, столицы Австрии. До 2010 года стадион носил название «Франц Хорр» (нем. Franz-Horr-Stadion), после чего сменил его на название спонсора, итальянской страховой компании «Assicurazioni Generali». Также известен как «Виола Парк» (нем. Viola Park) во время матчей еврокубков.
Последняя реконструкция стадиона проводилась с 2016 по 2018 годы, в результате чего его вместимость увеличилась до 17 500 зрителей на домашних матчах и 15 000 на международных. После этого было решено проводить финалы Кубка Австрии с 2019 по 2022 здесь, а также стало известно, что стадион примет финал женской Лиги чемпионов в 2020 году.

## История
Стадион служит домашней ареной для футбольного клуба «Аустрия Вена» с 1973 года.

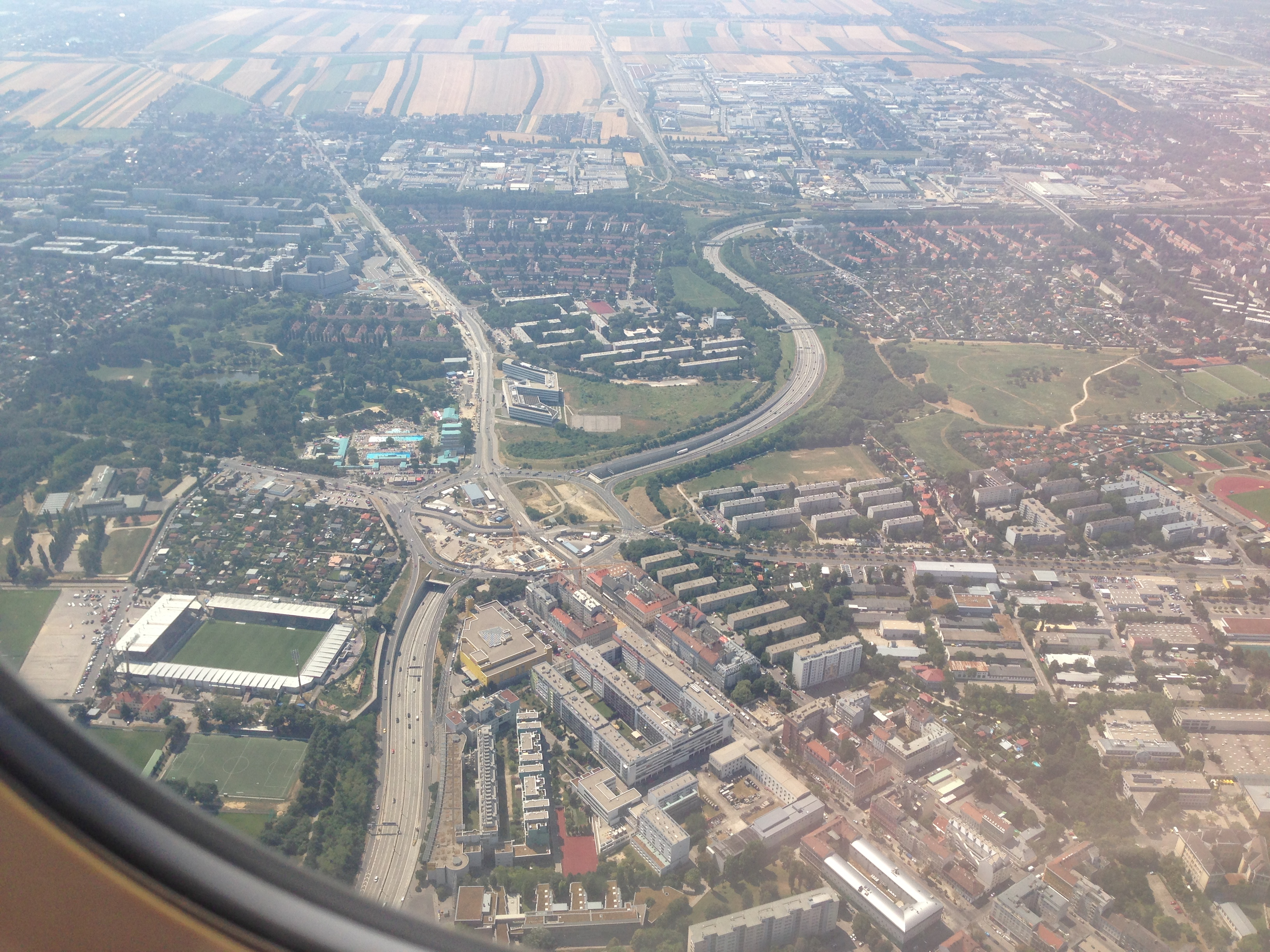
Вид на Вену с высоты птичьего полёта, Дженерали Арена в левом нижнем углу

Первоначально же он был построен в 1925 году в качестве новой домашней арены для клуба чешских иммигрантов «Слован Вена», и вмещал 10 850 зрителей. Стадион получил название «Ческе срдце» (чеш. České srdce; «Чешское сердце»). Он был серьёзно разрушен во время Второй мировой войны, каждая из четырёх трибун впоследствии неоднократно реконструировалась. Стадион был переименован во «Франц Хорр» в честь президента Венской футбольной ассоциации Франца Хорра, умершего в 1974 году.
Последняя реконструкция стадиона на данное время была произведена в 2008 году. Была реконструирована восточная трибуна, и сейчас она представляет собой двухуровневую конструкцию с сидячими и стоячими местами. После всех произведённых модификаций максимальная вместимость стадиона на момент окончания реконструкции составляла 13 400 человек.
В январе 2011 года стадион был переименован в Дженерали Арена, что было частью спонсорского соглашения между футбольным клубом «Аустрия Вена» и страховой компании Generali. Поскольку УЕФА не признаёт спонсорские названия стадион, то Дженерали Арена в европейских соревнованиях 2011 года назывался «Austria Stadium».
С 2016 по 2018 годы стадион был закрыт на очередную реконструкцию. На ремонт было потрачено 42 миллиона евро, новая арена открылась 13 июля 2018 года матчем против дортмундской Боруссии, которая победила со счётом 1:0, гол забил Александер Исак. С этого времени стадион стал вмещать 17 500 человек на домашних матчах и 15 000 на международных, а любые платежи на арене происходят только по безналичному расчёту с помощью MasterCard и Maestro. По мнению разработчиков этой идеи (компании SIX), очередь в кассах должна будет уменьшиться, и желающие перекусить в перерыве болельщики смогут успеть вернуться на матч до его возобновления. На стадионе имеется подогрев поля, его размеры — 105×68 метров.
Австрийский футбольный союз объявил, что финалы Кубка Австрии по футболу пройдут на новой арене с 2019 по 2022 годы.
Весной 2018 года стало известно, что стадион примет финальный матч женской Лиги чемпионов 2020 года, во время которого будет называться «Виола Парк».

### Галерея

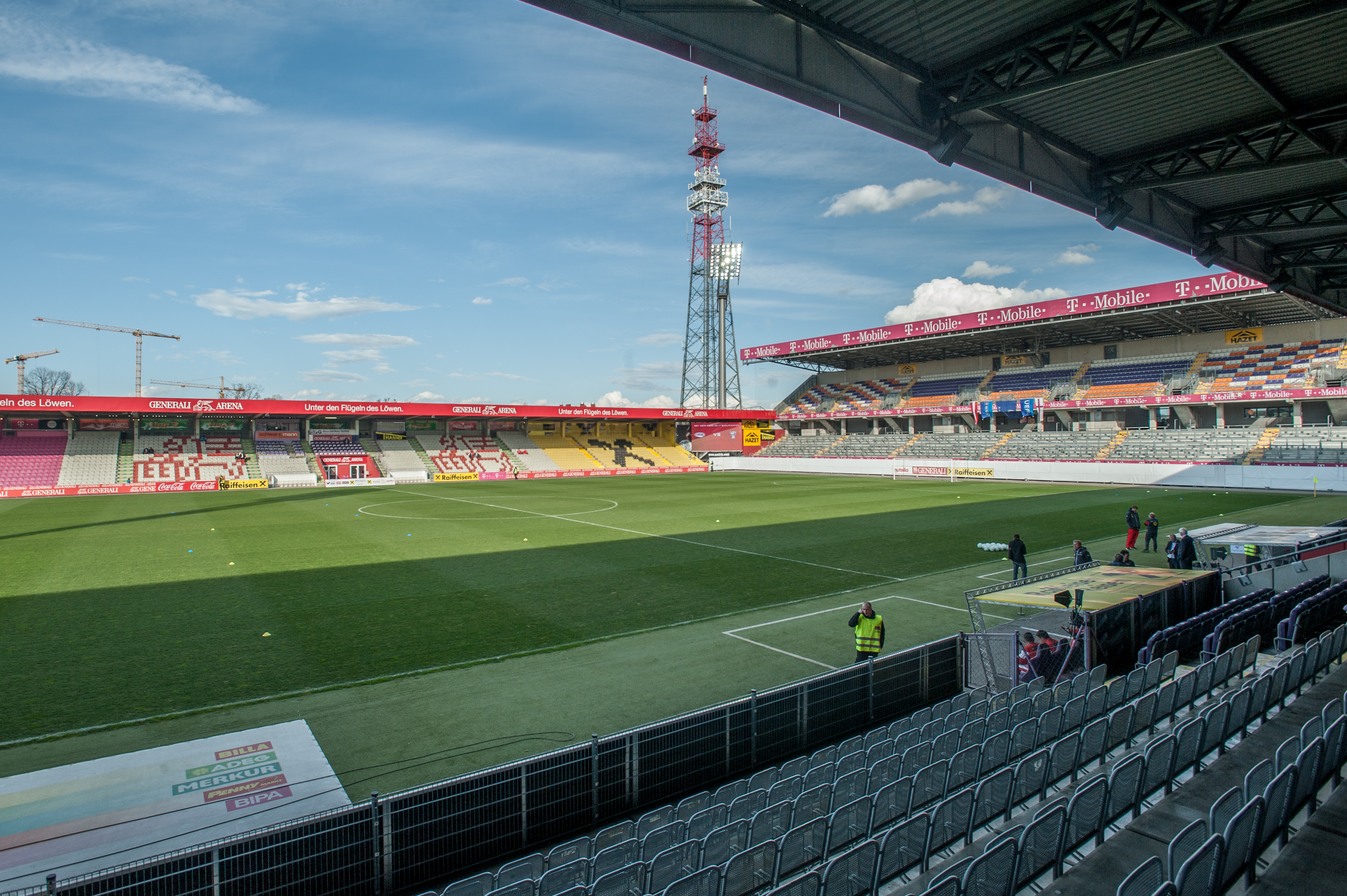
Стадион до реконструкции 2016 года
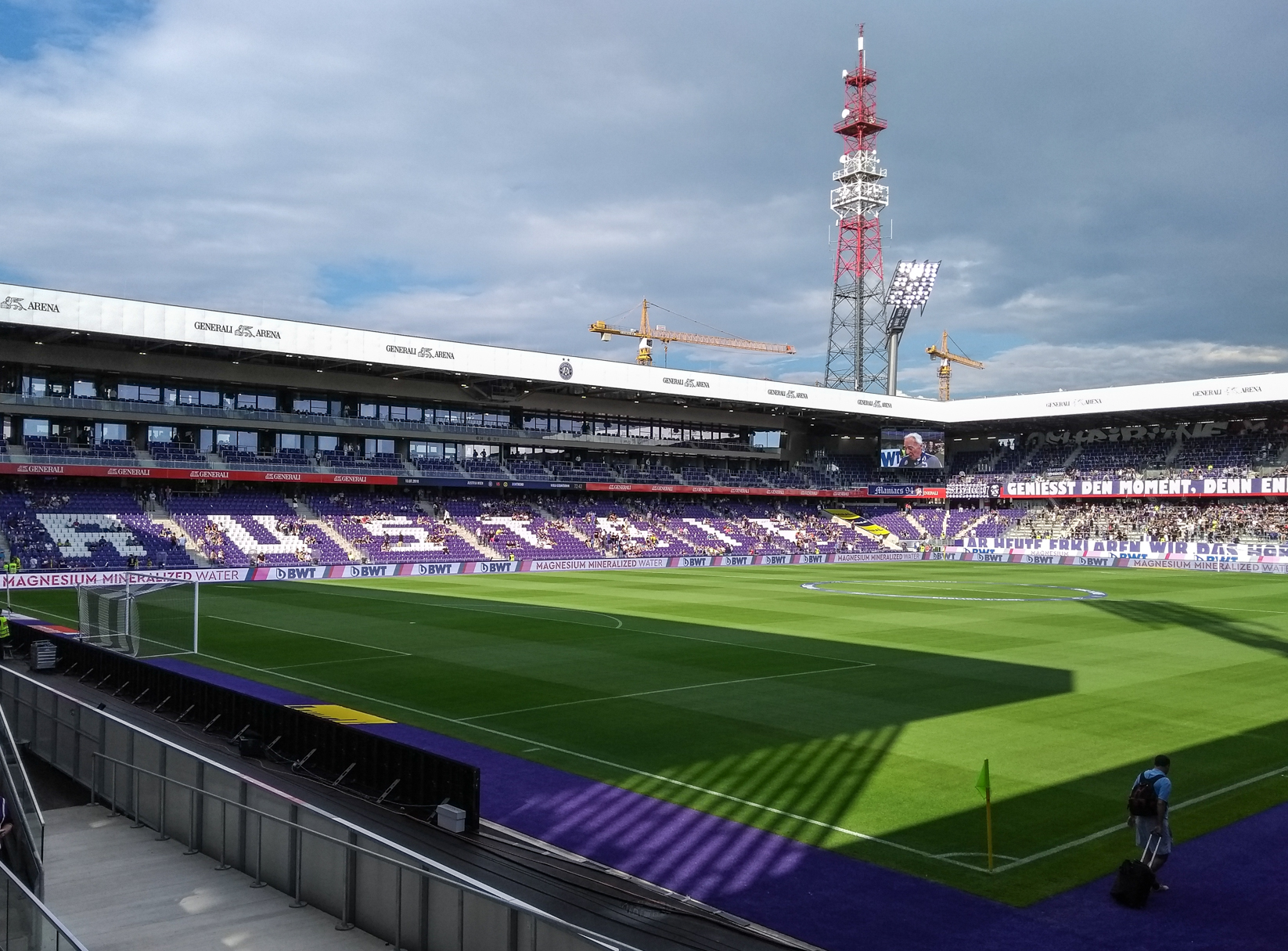
Стадион после реконструкции